# Estación de Cuenca-Fernando Zóbel
Cuenca-Fernando Zóbel es una estación de tren de alta velocidad en las afueras de la ciudad de Cuenca, administrada por Adif, e inaugurada por los príncipes de Asturias y el ministro de Fomento, José Blanco, con el viaje inaugural de la línea de alta velocidad Madrid-Cuenca-Albacete y que entró en servicio con la inauguración del tramo Madrid-Cuenca-Albacete/Valencia de la línea de alta velocidad Madrid-Levante, el 18 de diciembre de 2010. 
Actualmente es la única estación ferroviaria operativa en la provincia de Cuenca, desde el 20 de julio de 2022 los servicios de Media Distancia que transcurrían por la antigua estación se encuentran dados de baja.

## La estación
El edificio de la estación se sitúa perpendicular a las vías del tren y se desarrolla únicamente en una planta. Ocupa una superficie de 3.625 m² que comprenden dos volúmenes de características físicas distintas, destinados a usos diferentes:
- El primer volumen contiene el área destinada a vestíbulo, zona de tránsito de pasajeros y zona acotada de embarque. Consta de un prisma de cristal con planta variable de 10 m de altura y 140 m de longitud, protegido del sol mediante lamas metálicas verticales. Abarca la zona de acceso principal en un extremo, con una zona exterior cubierta.

- El segundo volumen, conectado con el primero, está construido a menor altura a modo de prisma de piedra, igualmente de planta variable de 4 m de altura. En esta parte se ubican las dependencias destinadas a instalaciones ligadas al público y al funcionamiento interno de la estación: venta de billetes, atención al cliente, locales comerciales, aseos, oficinas, cafetería, consigna, vestuarios, cuartos de instalaciones, almacenes, etc.

A lo largo de la zona donde se produce el contacto entre ambos volúmenes, se abre la fachada interior desde donde el usuario tiene acceso al centro de viaje, los locales comerciales, la cafetería, la consigna, los aseos, etc. La fachada interior desde donde se accede a las dependencias públicas está formada por un plano acristalado continuo, que combina paneles trasparentes y opacos.
La estación cuenta con dos andenes de 10 m de anchura y una longitud de estacionamiento de 400 m. dotados de marquesinas de protección. El acceso a los andenes se efectúa a través de la zona de embarque, conectada mediante escaleras fijas, mecánicas y ascensores. Esta alternativa permite reducir el número de movimientos verticales que debe realizar el usuario y facilita la relación visual con el paisaje.
En cuanto al volumen de personas que utilizan esta infraestructura, en el año 2018 esta estación registró 398.689 viajeros.

### Edificio sostenible
El edificio permite el acceso a las personas con movilidad y comunicación reducidas, el acceso y los desplazamientos por su interior y garantiza la accesibilidad integral a todos los espacios abiertos. También se han tenido en cuenta criterios relativos al ahorro energético y el aislamiento térmico, que contribuyen al uso racional de la energía necesaria. Dispone de sistemas de ahorro de agua, paneles solares térmicos para producción de agua caliente sanitaria y un sistema de climatización basado en el uso de energía geotérmica, que consigue una gran eficiencia al aprovechar la temperatura constante del subsuelo. En su construcción, se han utilizado materiales no contaminantes. Para la creación de zonas verdes, se emplea vegetación xerófila y sistema de riego eficiente.

### Aparcamiento
El aparcamiento público está situado al noroeste del edificio con una superficie de 8.900 m², con 250 plazas de estacionamiento. En el entorno del edificio se han previsto lugares delimitados para parada de taxi, estacionamiento momentáneo de automóviles y parada de autobuses. 
Se accede a través de una glorieta en la intersección entre en la actual N-320 y el eje de la futura avenida que se desarrolla en sentido norte-sur, desde la cual arranca un nuevo vial arbolado de 10 m de anchura que lleva a la estación.

### Transporte público
En la fachada sureste de la estación, con una superficie de 5.400 m², está la zona compuesta por una plaza espacio público, la bolsa de espera de los taxis y las dársenas de los autobuses y la de los autocares. La línea 1 del autobús urbano de Cuenca conecta la estación con el centro de la ciudad.

## Servicios ferroviarios
Las líneas que incluyen en su recorrido a Cuenca son Madrid-Valencia, Madrid-Albacete (ambas de alta velocidad) y las líneas Madrid-Alicante, Madrid-Castellón de la Plana, Castellón de la Plana-Gijón y Sevilla-Valencia. En estas líneas operan trenes Renfe modelo AVE S-100, S-112 y Alvia S-130.